# Гінсдейл (Массачусетс)
Гінсдейл (англ. Hinsdale) — місто (англ. town) в США, в окрузі Беркшир штату Массачусетс. Населення — 1919 осіб (2020).

## Демографія
Згідно з переписом 2010 року, у місті мешкали 2032 особи в 868 домогосподарствах у складі 584 родин. Було 1133 помешкання
Расовий склад населення:
| - 97,8 % — білих - 0,4 % — чорних або афроамериканців - 0,3 % — азіатів - 0,2 % — корінних американців |

До двох чи більше рас належало 1,1 %. Частка іспаномовних становила 0,9 % від усіх жителів.
За віковим діапазоном населення розподілялося таким чином: 18,7 % — особи молодші 18 років, 63,8 % — особи у віці 18—64 років, 17,5 % — особи у віці 65 років та старші. Медіана віку мешканця становила 46,5 року. На 100 осіб жіночої статі у місті припадало 100,4 чоловіків;  на 100 жінок у віці від 18 років та старших — 99,2 чоловіків також старших 18 років.
Середній дохід на одне домашнє господарство  становив 80 403 долари США (медіана — 62 250), а середній дохід на одну сім'ю — 100 285 доларів (медіана — 77 260). Медіана доходів становила 55 000 доларів для чоловіків та 42 500 доларів для жінок. За межею бідності перебувало 7,8 % осіб, у тому числі 10,8 % дітей у віці до 18 років та 6,8 % осіб у віці 65 років та старших.
Цивільне працевлаштоване населення становило 1096 осіб. Основні галузі зайнятості: освіта, охорона здоров'я та соціальна допомога — 32,5 %, виробництво — 14,7 %, мистецтво, розваги та відпочинок — 11,8 %, науковці, спеціалісти, менеджери — 9,3 %.